# Панджобський джамоат
Панджо́бський джамоат (тадж. Ҷамоат Панҷоб) — джамоат у складі району імені М. С. А. Хамадоні Хатлонської області Таджикистану.
Адміністративний центр — село Панджоб.
Населення — 8512 осіб (2010; 9142 в 2009).
До складу джамоату входять 5 сіл:
| Населений пункт | Стара назва  | Населення, осіб (2009) | Населення, осіб (2010) |
| --------------- | ------------ | ---------------------- | ---------------------- |
| Зафаробод       | -            | 1421                   | 1328                   |
| Панджоб         | -            | 320                    | 321                    |
| Сайроб          | Совхоз Чубек | 6279                   | 6010                   |
| Токістон        | -            | 149                    | 122                    |
| Чорбог          | -            | 973                    | 731                    |